# لويس تي كانون
لويس تي كانون (بالإنجليزية: Lewis T. Cannon) هو مهندس معماري أمريكي، ولد في 22 أبريل 1872، وتوفي في 10 أكتوبر 1942.